# Indiana Jones and the Emperor's Tomb
Indiana Jones and the Emperor's Tomb (укр. Індіана Джонс і Гробниця Імператора) — пригодницька відеогра, розроблена The Collective, Inc. і опублікована LucasArts у 2003 році для Xbox, Microsoft Windows, PlayStation 2 і OS X. Обкладинка гри створена художником Дрю Струзаном. Відеогра являє собою нову пригоду вигаданого археолога Індіани Джонса. Історія відбувається в 1935 році, між подіями Індіана Джонс і Храм моря Диявола, Індіана Джонс і Храм Долі. Гробниця згадується в назві, що з першого Китаю імператора Цінь Ши Хуан.

## Сюжет
1935 рік. Індіана Джонс і Гробниця Імператора починаються в джунглях Британського Цейлону, де Індіана Джонс шукає ідол Kouru Watu. Після отримання ідола, Джонс зустрічається з нацистом по імені Альбрехт фон Бек, який також шукає його. Джонс переміг поплічників фон Бека і бере перерву в той час як на фон Бек напав гігантський крокодил. Повернувшись у школу до Нью-Йорку, китайський чиновник Маршалл Кай Ті Чан і його асистентка Мей Інг повідомити Джонса про «Серце дракона», чорні перли поховані з першим імператором Китаю Цінь Ши Хуанді. Серце, як кажуть, надає величезну магічну силу, і Кай хоче щоб Джонс отримав його, перш ніж він потрапить до чужих рук. Мей Інг зламає ідол Цейлон, щоб знайти першу частину «Дзеркала Снів» всередині нього, артефакт, який допоможе орієнтуватися в гробниці імператора і розкрити вхід до крипти Хуанді.
Джонс летить до Празького Граду, щоб придбати другий шматок дзеркала, зустрічаючи велику кількість агентів Geheime Staatspolizei. Після вирішення низки різноманітних головоломок і боротьби з нелюдськими випробуваннями, він отримує другу частину, перш ніж прийшов до свідомості фон Бек, який пережив напад крокодила (має жахливі шрами й осліп на праве око). Фон Бек потім бере дві Дзеркальні фігури та наказує своїм підлеглим, щоб транспортувати Джонса в Стамбул, де фон Бек має намір допитати його. Джонс прокидається в тюремній камері, де з'являється Мей Інг і звільняє його. Він з подивом виявив, що нацисти, нижче Стамбула, виявили руїни затонулого міста Велисария в пошуках остаточного шматка дзеркала. Джонс робить свій шлях в руїни, і врешті-решт потрапляє в затонулий амфітеатр, де він бореться з Кракеном який охороняє заключну частину. Після перемоги над звіром, Мей Інг знову з'являється і каже йому, що Кай насправді лідер Чорний Дракон Тріади, найпотужнішою злочинної організації в Китаї. Кай утворив союз з нацистами, щоб знайти Серце дракона, але коли Джонс мимоволі вітдав перший шматок дзеркала, Кай вирішив зрадити нацистів, щоб отримати серце для себе. Мей Інг об'єднується з Джонсом, і не знають, що охоронці Кая слухали їхню розмову.
Мей Інг і Джонс пішли до Британського Гонконгу, щоб знищити фортецю Кая. Вони починаються в Golden Lotus Opera House, де вони чекають на Ву Хан, персонаж з Індіана Джонс і Храм Долі, який допоможе їм. Коли Мей Інг викрадена чоловіками Кая, Джонса і Ву Хан переслідують викрадачі в рикші, в боротьбі з десятками бандитів по шляху. Після прибуття, вони бачать як Мей Інг підіймається в підводний човен фон Бека. Підводна субмарина відпливає до приватного острову Кая, і Ву Хан і Джонс слідують за ними.
Після  нацистської бази підводних човнів, Джонс шпигує за фон Бек і Кай розповідає про їх угоди. Вони дійшли згоди, в якій фон Бек може взяти серце Адольфа Гітлера, коли Кай захоплює контроль над Китаєм. Маскуючись як нацист, Джонс робить свій шлях до вершини гори Пенлай і Чорної фортеці Драгон Кая, де він знаходить Мей Інг яку охороняють близнюки Фани, жіночими охоронцями Кая. Убивши їх, він падає вниз в храм Конг Тієн, де він бореться зі злими духами і знаходить чарівний китайський бумеранг, зброя яка називається Па Ченг, Кіготь дракона. Зрештою, він знаходить Кай який збирає Дзеркала Мрії. Намагаючись врятувати Мей, Джонс порушує ритуал, і Кай Фліс. Джонс відпускає її і разом з дзеркалом, вони рушають до Могили Імператора, де він використовує дзеркало, щоб перетнути різні перешкоди. Він, однак, відділений від Мей Інг, незважаючи на його зусилля. Коли він прибуває в теракотовий лабіринт в кінці гробниці, фон Бек погоню йому в нудному зігнуті машину на позбавленні від Джонса раз і назавжди. Фон Бек був убитий, коли його танк падає вниз у прірву, і Джонс входить в портал пекла.
Після перетину Netherworld-версії Великого китайського муру, Джонс, нарешті, знаходить гробницю Хуанді і тіло Цінь Ши Хуанді. Коли Джонс бере Серце дракона, імператор пробуджується, але майже миттєво вбиває душу його жертв. Неможливо контролювати силу Серця, Інді руйнується в той час як Кай, який раптово з'являється і захоплює перлину. Мей Інг також з'являється, щоб допомогти Джонсу, але незабаром після цього її захопили нововідкриті можливості Кая. Кай також створює щит, щоб захистити себе і закликати дракона в бій з Джонсом, але Джонс використовує Па Чен яка заряджена містичною енергією, щоб проникнути за щит Кая і зруйнує серце. В даний час Кай втрачає свої сили, духи його жертв зростатиме і помилка Кая для першого імператора Китаю. Джонс і Мей Інг побігли, як Кай стає жертвою дракону.
Назад в Гонконзі, Джонс хоче отримати романтичний час з Мей Інг, але Ву Хан швидко нагадує, що Джонса найняв Лао Че, щоб знайти останки Нурхаці, що приведуть до відкриття Храму Долі.

Індіана Джонс

## Персонажі
- Індіана Джонс (англ. Indiana Jones) — головний герой гри. Американець, археолог, шукач пригод. Був найнятий Каєм для пошуків Серця Дракона. Суперник Альбрехта фон Бека в пошуках цього артефакту.
- Мей Інь (англ. Mei Ying) — китаянка, під виглядом асистентки Кая працює спецагентом під прикриттям. Володіє бойовими мистецтвами. Допомагає Джонсу в його пошуках, пізніше в нього закохується.
- Ву Хан (англ. Wu Han) — китаєць, помічник Мей Інг, друг Інді.
- Альбрехт фон Бек (англ. Albrecht Von Beck) — антагоніст. Нацист, суперник Джонса і союзник Кая. Сліпий на праве око через напад крокодила. Бос на фінальному рівні склепу Імператора. Гине, переслідуючи Джонса на буровій машині.
- Кай Ті Чан (англ. Kai Ti Chan) — головний антагоніст гри. Китаєць, співпрацює з нацистами, шукає Серце дракона і для цього найняв Джонса. Бос на фінальному рівні Пекла і всієї гри. Гине в гробниці Хуан-ді.

## Озброєння та спорядження
Список офіційно підтвердженої зброї в Indiana Jones and the Emperor's Tomb:
Пістолети
- Mauser C96
- Parabellum pistole Model 1908
- Colt New Service — револьвер

Пістолети-кулемети
- MP-40
- Thompson

Рушниці
- Двоствольна рушниця
- Coach gun

Холодна зброя
- Ніж
- Мачете
- Гарпун
- Метальний ніж
- Арбалет

Ручні гранати
- Stielhandgranate 24

Ручні кулемети
- MG-34

Ручний протитанковий гранатомет
- Фаустпатрон
- Panzerschreck

Сумки на ремені Індіана Джонс
- Фляга
- Аптечка
- Запальничка

Інше
- Батіг
- Динаміт
- Лопата
- Лікери
- Flammenwerfer 35

## Ігровий процес
Гравець управляє Індіана Джонсом впродовж всієї гри. Гравець може  Джонса підняти вгору по стінах, запустивши в них, і підніміться по лозі. Джонс може блокувати деякі атаки. Він може захопити ворога і вдарити або викинути їх. Джонс може використовувати свій батіг, щоб йти на блискавки ліній, або гойдатися через прогалини. Він може стрибати і проходити по краях.

## Музика
Рахунок гри був складений Клінт Баджакіан, використовуючи «The Raiders March» Джон Вільямс. Тридцять три хвилини музики були записані на 65-частин оркестру в каплиці університету Bastyr. Додатково, синтезована музика — в основному, без дії музики — був створений Bajakian. Зразки партитури були на деякий час, були доступні для завантаження на вебсайті гри.

## Відео
Indiana Jones and the Emperor's Tomb [Архівовано 21 квітня 2019 у Wayback Machine.] в YouTube